# Michael Franks (atleta)
Michael Franks (23 settembre 1963) è un ex velocista statunitense, specializzato nei 400 metri piani, disciplina in cui è stato medaglia d'argento ai Mondiali di Helsinki 1983.

## Biografia
Oltre a due medaglie mondiali, sempre a livello individuale, vanta una vittoria alle Universiadi 1987 ed una in Coppa del mondo 1985, dove vinse la gara con la staffetta 4×400 metri statunitense.

## Palmarès
| Anno | Manifestazione  | Sede         | Evento      | Risultato | Prestazione | Note  |
| ---- | --------------- | ------------ | ----------- | --------- | ----------- | ----- |
| 1983 | Mondiali        | Helsinki     | 400 m piani | Argento   | 45"22       |       |
| 1987 | Mondiali indoor | Indianapolis | 400 m piani | Bronzo    | 46"19       |       |
| 1987 | Universiadi     | Zagabria     | 400 m piani | Oro       | 45"33       |       |
| 1987 | Mondiali        | Roma         | 4×400 m     | Oro       | 2'57"29     | [ 1 ] |